# Disturbios antijudíos en Oujda y Jerada
Los disturbios antijudíos ocurrieron del 7 al 8 de junio de 1948 en las ciudades de Oujda y Jerada, en el protectorado francés de Marruecos en respuesta a la guerra árabe-israelí de 1948 que siguió a la declaración del establecimiento del Estado de Israel el 14 de mayo. Los dos pueblos, ubicados cerca de la frontera con Argelia, eran puntos de partida para los judíos marroquíes que buscaban llegar a Israel; en ese momento no se les permitía hacerlo desde dentro de Marruecos. Durante los hechos, 47 judíos y un francés murieron, muchos resultaron heridos y huno daños a la propiedad. 
Los disturbios tuvieron lugar pocas semanas después de un discurso en el que el sultán Mohammed V, en el contexto de la reciente declaración del Estado de Israel y la Nakba en curso, afirmó el estatus protegido tradicional de los judíos en Marruecos, pero también les advirtió que no demostraran ninguna solidaridad con la causa sionista. A los ojos de muchos musulmanes marroquíes, iban a unirse a las fuerzas que luchaban contra los ejércitos árabes.
Los funcionarios franceses argumentaron que los disturbios estaban "absolutamente localizados" en Oujda y Jerada, y que había sido "la migración en sí misma, y no la animosidad antijudía generalizada, lo que había provocado la ira musulmana".

## Estallido

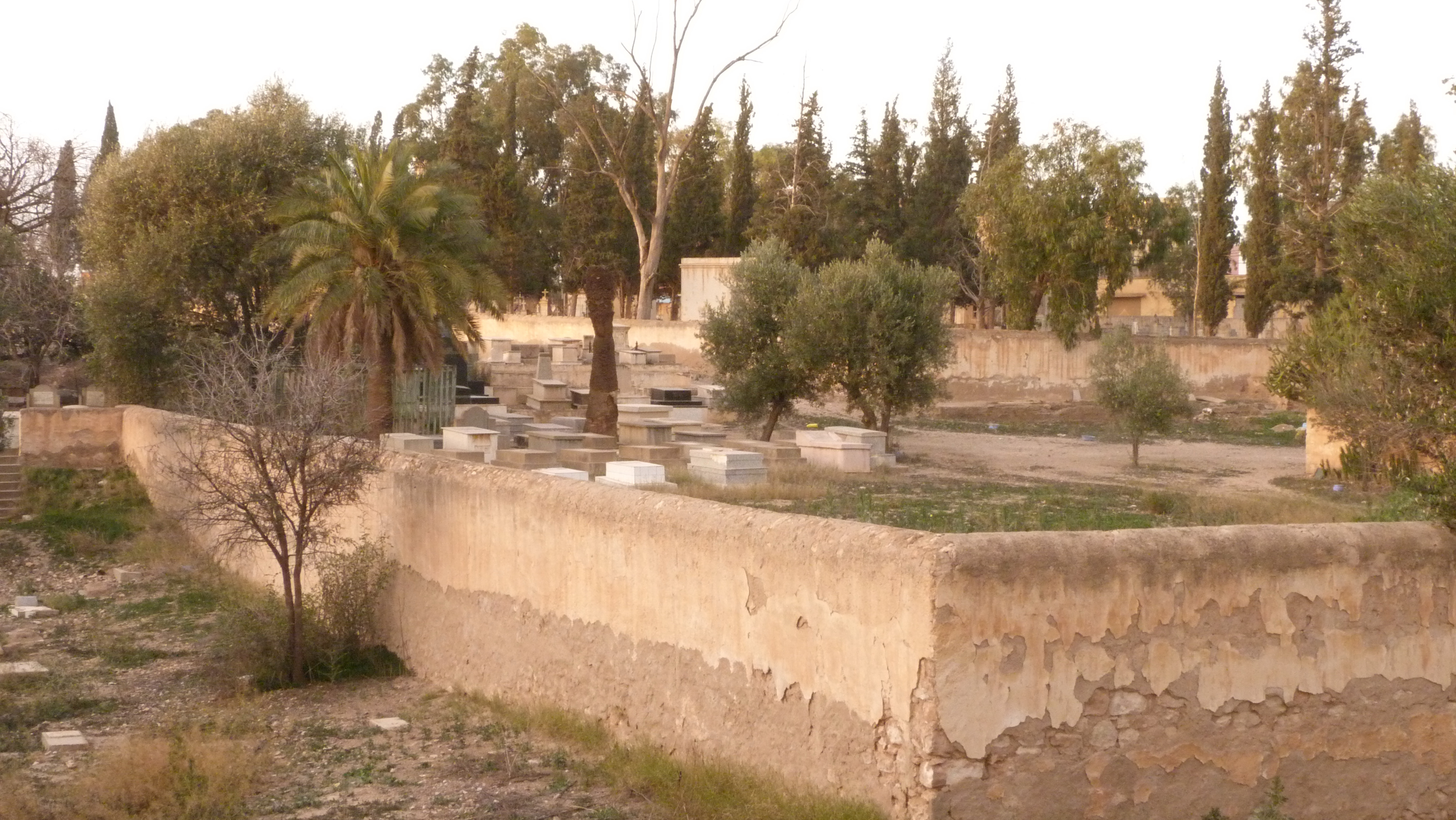
Cementerio judío de Oujda, 2010.

René Brunel, el comisionado francés para la región de Oujda, afirmó que los disturbios comenzaron cuando un peluquero judío intentó cruzar a Argelia con explosivos. Brunel escribió que esa atmósfera se ha "recalentado" como resultado del "paso clandestino por la frontera de un gran número de jóvenes sionistas de todas las regiones de Marruecos que intentan llegar a Palestina a través de Argelia". El Ministerio de Relaciones Exteriores de Francia señaló que la emigración judía de Oujda a Palestina fue un irritante significativo para la población musulmana local, y que "es característico que aquellos en esta región cercana a la frontera con Argelia consideren a todos los judíos que parten como combatientes para Israel". Alfonso Junio, residente general en Marruecos, señaló que "la partida clandestina de judíos hacia Palestina encendió la ira ya inflamada por agitadores profesionales".
También se ha sugerido que los disturbios fueron provocados por un discurso antisionista del sultán Mohammed V en relación con la guerra árabe-israelí de 1948 en curso, aunque otros sugieren que el discurso del sultán se centró en garantizar la protección de los judíos marroquíes.

## Disturbios
Los disturbios comenzaron en Oujda, que en ese momento era el principal centro de tránsito de la emigración judía desde Marruecos, dada su proximidad a la frontera con Argelia (que era en ese momento parte de Francia metropolitana), en el que 5 judíos fueron asesinados y 30 heridos en el espacio de 3 horas antes de la llegada del ejército. Los disturbios en el vecino pueblo minero de Jerada fueron aún más violentos, con 39 muertos.

## Consecuencias
En ese momento, Marruecos era un protectorado francés, y el comisario francés para Oujda, René Brunel, culpó de la violencia a los judíos por salir por Oujda y simpatizar con el movimiento sionista. La Liga Francesa por los Derechos Humanos y la Ciudadanía culparon a la autoridad colonial francesa por su control relajado en el área. Varios funcionarios de la federación minera local fueron juzgados por instigar las masacres y varios fueron condenados a cadena perpetua con trabajos forzados, los demás recibieron sentencias más leves.
A medida que una identidad nacional árabe musulmana se convirtió en el vehículo de la resistencia anticolonial en Marruecos, la violencia en Oujda y Jerada demostró cómo los judíos, particularmente después del establecimiento del Estado de Israel, estaban siendo excluidos del nacionalismo marroquí. Si bien las poblaciones bereberes de Marruecos podrían pertenecer a los musulmanes, los judíos fueron cada vez más excluidos de la nación marroquí.
La emigración de judíos de Marruecos a Israel aumentó mucho después de los incidentes. De un total de 250.000 judíos en Marruecos, 18.000 se fueron a Israel al año siguiente y 110.000 entre 1948 y 1956.